# سلطان برغش
سلطان برغش (انگلیسی: Sultan Bargash؛ زادهٔ ۱۸ ژانویهٔ ۱۹۸۹) یک بازیکن فوتبال است.
از باشگاه‌هایی که در آن بازی کرده‌است می‌توان به الجزیره امارات اشاره کرد.
وی همچنین در تیم ملی فوتبال UAE Under-20 بازی کرده است.